# Wereldkampioenschappen boogschieten 1959
De Wereldkampioenschappen boogschieten 1959 waren door de Fédération Internationale de Tir à l'Arc (FITA) georganiseerde kampioenschappen voor boogschutters. De 20e editie van de wereldkampioenschappen vond plaats in het Zweedse Stockholm van 6 tot en met 9 augustus 1959. 

## Resultaten

### Individueel
|        | Heren         | Dames            |
| ------ | ------------- | ---------------- |
| Goud   | James Caspers | Ann Corby        |
| Zilver | Robert Kadlec | Sigrid Johansson |
| Brons  | James Neeley  | Lucille Shine    |

### Team
|        | Heren                                         | Dames                                          |
| ------ | --------------------------------------------- | ---------------------------------------------- |
| Goud   | James Caspers Robert Kadlec James Neeley      | Ann Corby Lucille Shine Carole Meinhart        |
| Zilver | Robert Cogniaux Oscar Kessels René Boussu     | Laurie Fowler June Heywood W.J.E. Miles        |
| Brons  | Sten Erik Carlsson Stig Thysell Eris Karlsson | Eliška Šafránková Irena Brizová Božena Deptová |

### Medaillespiegel
| Plaats | Land                | Goud | Zilver | Brons | Totaal |
| 1      | Verenigde Staten    | 4    | 1      | 2     | 7      |
| 2      | Zweden              | 0    | 1      | 1     | 2      |
| 3      | België              | 0    | 1      | 0     | 1      |
| 3      | Verenigd Koninkrijk | 0    | 1      | 0     | 1      |
| 5      | Tsjecho-Slowakije   | 0    | 0      | 1     | 1      |
| Totaal | Totaal              | 4    | 4      | 4     | 12     |

1931 ·
1932 ·
1933 ·
1934 ·
1935 ·
1936 ·
1937 ·
1938 ·
1939 ·
1946 ·
1947 ·
1948 ·
1949 ·
1950 ·
1952 ·
1953 ·
1955 ·
1957 ·
1958 ·
1959 ·
1961 ·
1963 ·
1965 ·
1967 ·
1969 ·
1971 ·
1973 ·
1975 ·
1977 ·
1979 ·
1981 ·
1983 ·
1985 ·
1987 ·
1989 ·
1991 ·
1993 ·
1995 ·
1997 ·
1999 ·
2001 ·
2003 ·
2005 ·
2007 ·
2009 ·
2011 ·
2013 ·
2015 ·
2017 ·
2019 ·
2021 ·
2023 ·